# Zubrouszczyna
Zubrouszczyna (biał. Гарбузы; ros. Зубровщина, Zubrowszczina) – wieś na Białorusi, w obwodzie mińskim, w rejonie dzierżyńskim, w sielsowiecie Niehorele.
W pobliżu znajduje się ośrodek wypoczynkowy dla dzieci i młodzieży Sonieczny kruh.